# Echthrus longicornis
Echthrus longicornis là một loài tò vò trong họ Ichneumonidae.